# Martin Metzger (Theologe)

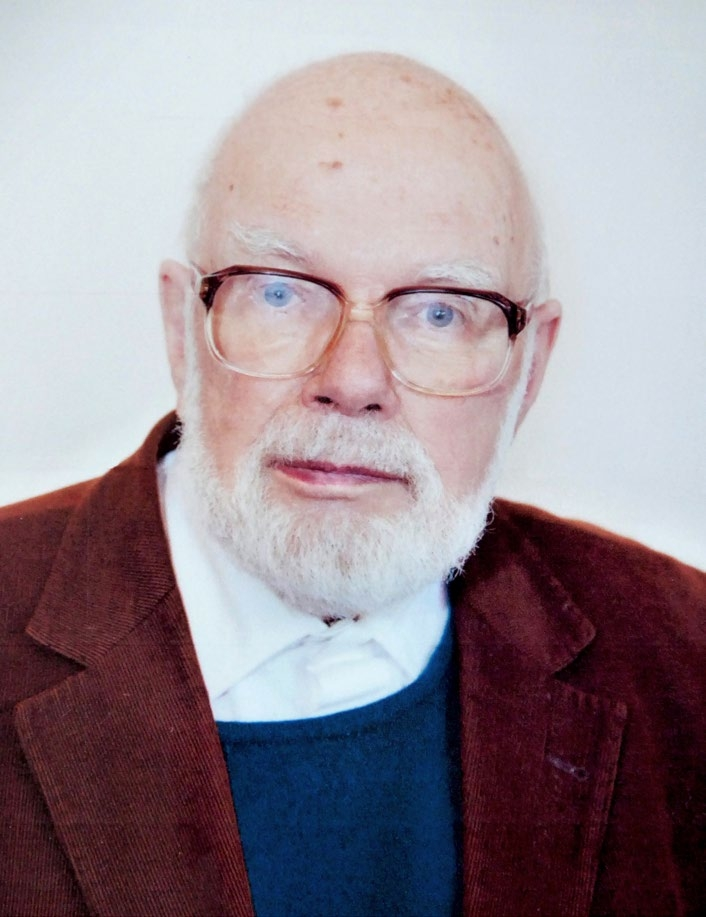
Martin Metzger

Martin Metzger (* 11. Januar 1928 in Wiedenest; † 10. Juni 2018 in Kiel) war ein deutscher evangelischer Theologe und Pastor des Bundes Evangelisch-Freikirchlicher Gemeinden. Er war Professor für Altes Testament und Biblische Archäologie an der Universität Kiel.

## Leben
Martin Metzger wuchs im Kontext der Brüdergemeinde auf. Sein Vater Hans Metzger war Sonderschullehrer, Reiseprediger und Evangelist innerhalb dieser freikirchlichen Bewegung und zeitweilig auch Lehrer an der Wiedenester Bibelschule. Nach seinem Abitur immatrikulierte sich Metzger 1947 am baptistischen Predigerseminar (heute: Theologische Hochschule Elstal), das infolge der kriegsbedingten Zerstörung der Hamburger Seminargebäude 1944 nach Wiedenest evakuiert worden war und erst 1948 in sein wiederaufgebautes Domizil in Hamburg-Horn zurückkehren konnte.
1950 absolvierte Martin Metzger seine pastorale Ausbildung, an die sich eine dreijährige Probezeit als Pastor in der Kölner Brüdergemeinde an der Dagobertstraße anschloss. Seine endgültige Anerkennung als Pastor des Bundes Evangelisch-Freikirchlicher Gemeinden erhielt er 1953. Es folgte ein weiteres Theologiestudium an den Universitäten Bonn und Hamburg, das er mit einer Promotion zum Doktor der Theologie abschloss.
Bereits während seines Studiums war er zeitweise als „Unterrichtender Hilfsarbeiter“ am Theologischen Seminar Hamburg tätig. Nach seiner Promotion berief ihn der evangelisch-freikirchliche Gemeindebund 1957 zum hauptamtlichen Seminardozenten für das Fach Altes Testament. Diese Aufgabe versah er bis zu seiner Habilitation an der Universität Hamburg, nach der er direkt als Professor für Biblische Archäologie an diese Hochschule berufen wurde. 1974 berief ihn die Universität Kiel auf den Lehrstuhl für Altes Testament und Biblische Archäologie, den er 19 Jahre innehatte.
Seit 1959 nahm Metzger an Ausgrabungen im Vorderen Orient teil. Sein Hauptinteresse galt vor allem der Erforschung der vorderasiatischen Ikonographie und ihrem Bezug zur Bibel. Seit 1966 war er als stellvertretender Grabungsleiter an den Ausgrabungen auf dem Tell Kāmid el-Lōz im Libanon beteiligt, die von Rolf Hachmann von der Universität des Saarlandes geleitet wurden. Er beaufsichtigte vor allem die Ausgrabung eines spät- und mittelbronzezeitlichen Tempelkomplexes unterhalb des Stadtpalastes. Die Ergebnisse dieser Tempelgrabung legte er zwischen 1991 und 2012 in drei jeweils mehrteiligen, umfangreichen Monografien vor.
Neben seiner Lehrstuhltätigkeit führte Metzger von 1984 bis 1999 jeweils achtwöchige Einführungskurse zur Archäologie Palästinas durch. An diesen Lehrveranstaltungen, die im Rahmen eines deutschsprachigen, ökumenischen Studienprogramms im Heiligen Land (Theologisches Studienjahr Jerusalem) in der Dormitio-Abtei in Jerusalem stattfanden, nahmen sowohl evangelische als auch katholische Theologiestudenten teil.
1993 erfolgte seine Emeritierung. Auch nach Eintritt in den Ruhestand blieb Martin Metzger Mitarbeiter des Kieler Instituts für Alttestamentliche Wissenschaft und Biblische Archäologie. Für sein Engagement erhielt er 2008 die Silberne Ehrennadel der Kieler Universität.

## Familie
Metzger heiratete im Jahre 1955 die Lehrerin Lucie Metzger, geb. Sinnhoeffer, mit der er bis zu ihrem Tod im Jahre 2015 zusammenlebte. Ihrer Ehe entstammen vier Kinder. Martin Metzger verbrachte seinen Lebensabend in Flintbek/Schleswig-Holstein.

## Werke (Auswahl)
- Die Paradieserzählung (Gen 2,4b–3,24). Die Geschichte ihrer Auslegung von J. Clericus bis W.M.L. de Wette, Bonn 1959.
- Königsthron und Gottesthron. Thronformen und Throndarstellungen in Ägypten und im Vorderen Orient im 3. und 2. Jahrtausend vor Christus und deren Bedeutung für das Verständnis von Aussagen über den Thron im Alten Testament, Kevelaer und Göttingen 1985 (zugleich Habilitation Hamburg 1969)
- Kāmid el-Lōz 7. Die spätbronzezeitlichen Tempelanlagen – Stratigraphie, Architektur und Installationen. Text und Tafeln. Saarbrücker Beiträge zur Altertumskunde Bd. 35 (Bonn; Habelt 1991).
- Kāmid el-Lōz 8. Die spätbronzezeitlichen Tempelanlagen – Die Kleinfunde. Mit einem Katalog von Ursula-Renate Barthel. Text und Tafeln. Saarbrücker Beiträge zur Altertumskunde Bd. 40 (Bonn; Habelt 1993).

- Zodiakos, Tempel und Toraschrein. Verbindungslinien zwischen Bildmotiven auf Mosaikbildern spätantiker Synagogen in Palästina, in: A. Graupner et al. (ed.): Verbindungslinien. Festschrift für W. H. Schmidt, Neukirchen-Vluyn 2000, S. 225–248.
- Hananja, Mischael und Asarja auf der Mosaikinschrift von En Gedi, in: B. Huwyler et al. (ed.): Prophetie und Psalmen. Festschrift für K. Seybold (Alter Orient und Altes Testament 280), Münster 2001, S. 261–280.
- Schöpfung, Thron und Heiligtum. Beiträge zur Theologie des Alten Testaments, ed. W. Zwickel (Biblisch-Theologische Studien 57), Neukirchen-Vluyn 2003.
- Vorderorientalische Ikonographie und Altes Testament, in: Gesammelte Aufsätze (Jerusalemer Theologisches Forum 6), ed. M. Pietsch / W. Zwickel, Münster 2004.
- Grundriß der Geschichte Israels (Neukirchener Studienbücher 2), Neukirchen-Vluyn 11. Aufl. 2004, ISBN 3-78870-463-2.
- Two Architectural Models in Terracotta, in: Aubet M. E.: The Phoenician Cemetery of Tyre – al-Bass. Excavations 1997–1999. Bulletin d’Archéologie et d’Architecture Libanaises 1 (2004), S. 420–436.
- Ständer – Realfunde aus Kamid el-Loz und Darstellungen auf altorientalischen Bilddokumenten, in: M. Witte (ed.): Gott und Mensch im Dialog. Festschrift für O. Kaiser (Beihefte zur Zeitschrift für Alttestamentliche Wissenschaft), Berlin – New York 2004, S. 23–75.
- Martin Metzger, in: Sebastian Grätz und Bernd Schipper (Hrsg.): Alttestamentliche Wissenschaft in Selbstdarstellungen, Göttingen 2007 (UTB 2920), S. 115–128.
- Zehn Jahre Ausgrabungen auf dem Tell Kāmid el-Lōz, Libanon (1964–1974), in: Cristiana Albertina. Forschungsbericht und Halbjahresschrift der Universität Kiel N.F. 6, 1977, S. 5–40.
- Kāmid el-Lōz 17. Die mittelbronzezeitlichen Tempelanlagen T4 und T5. Saarbrücker Beiträge zur Altertumskunde Bd. 71 (Bonn; Habelt 2012).

- The Late Bronze Age Temple Area of Tell Kamid el-Loz, Lebanon